# Tomorrow／不會枯萎的花
《tomorrow／不會枯萎的花》（日语：tomorrow／枯れない花）是日本女性歌手下川美娜的第7張單曲。2002年2月20日由Pony Canyon發行。

## 解說
- 《tomorrow／不會枯萎的花》是歌手下川美娜她自從上一張單曲《Alone（日语：Alone (下川みくにの曲)）》以來，睽違1年3個月發行的最新單曲。也是下川她第一次親自作詞、作曲，及第一次在她的個人專輯收錄的單曲。表題曲「tomorrow／不會枯萎的花」曾在2002年1月至6月WOWOW播出的電視動畫《驚爆危機！》分別當作片頭主題曲和片尾主題曲使用。
- 另外，「tomorrow」是有其他樂手參加的收錄歌曲，由樂團Something ELse（日语：Something ELse）負責合音。

## 收錄歌曲
1. tomorrow [3:34]
  - 作詞、作曲：下川美娜，編曲：ab:fly、中山信彥
  - WOWOW電視動畫《驚爆危機！》片頭主題曲
2. 不會枯萎的花 [4:31]
  - 作詞：小林夏海，作曲、編曲：ab:fly
  - WOWOW電視動畫《驚爆危機！》片尾主題曲
3. [3:36]
  - 作詞：下川美娜，作曲、編曲：ab:fly
4. tomorrow（instrumental）
5. 不會枯萎的花（instrumental）

## 收錄專輯
tomorrow
- 392 ～mikuni shimokawa BEST SELECTION～（日语：392 〜mikuni shimokawa BEST SELECTION〜）（2002年9月19日發行）－「CMJK remix」形式收錄
- Mikuni Shimokawa Singles & Movies（日语：Mikuni Shimokawa Singles & Movies）（2005年8月18日發行）
- Reprise ～下川美娜動畫歌曲精選～（2007年12月19日發行）－於Disc2收錄
- 9 -Que!!- 下川美娜翻唱專輯（2008年3月19日發行）
- 翼 ～Very Best of Mikuni Shimokawa～（日语：翼 〜Very Best of Mikuni Shimokawa〜）（2009年8月5日發行）

不會枯萎的花
- 392 ～mikuni shimokawa BEST SELECTION～
- Mikuni Shimokawa Singles & Movies
- Reprise ～下川美娜動畫歌曲精選～－於Disc2收錄
- 9 -Que!!- 下川美娜翻唱專輯
- 翼 ～Very Best of Mikuni Shimokawa～

- キミノウタ（日语：キミノウタ (下川みくにのアルバム)）（2004年11月24日發行）－「完全版」形式收錄